# Várady László (gyógyszerész)
Vitéz Várady László (Szentes, 1895. szeptember 17. – 1974. január 29.) magyar gyógyszerész, jogász, kormányfőtanácsos, országgyűlési képviselő.

## Élete
Római katolikus vallású, régi gyógyszerész családban született. Középiskoláit szülővárosában végezte, majd Budapesten tanult tovább, ahol 1920-ban gyógyszerészi diplomát szerzett; később, 1931-ben a szegedi egyetemen emellett még megszerezte a jogi diplomát is. Az első világháborúban orosz, román és olasz hadszíntereken is harcolt, mint tüzértiszt, katonai érdemeiért elnyerte a nagy ezüst és a bronz vitézségi érmet s végül emléklapos főhadnagyként szerelt le.
A háború befejezése után már egyetemi hallgatóként vezető szerepet vállalt a diákság ellenforradalmi fegyveres szervezkedéseiben, emiatt a kommün ideje alatt elfogatóparancsot is adtak ki ellene. Ekkor előbb Szentesre, majd a román megszállás miatt Szegedre menekült és jelentkezett a nemzeti hadseregnél. Horthy Miklós akkori honvédelmi miniszter és Zadravecz István tábori püspök mellett testőri szolgálatot teljesített, később azt a megbízást kapta Gömbös Gyula honvédelmi államtitkártól, hogy a Szegedre igyekvő tiszteknek segítsen átjutni a Maroson.
Tanulmányai befejezése után a családi hagyományokat követve gyógyszertárat nyitott Szentesen és hamarosan bekapcsolódott Csongrád vármegye politikai életébe. Már 1925-ben törvényhatósági bizottsági taggá választották – ugyanabban az évben vitézi címet is kapott –, majd a kisgyűlésnek és a közigazgatási bizottságnak is tagja lett. Szociálpolitikai kérdésekről, munkás- és kisipari problémákról, valamint közgazdasági és gyógyszerészi kérdésekről írott cikkei egyaránt megjelentek a vidéki sajtóban és szaklapokban is. Az Országos Magyar Gyógyszerész Egyesületben alelnökké választották.
1935 őszén, időközi választáson, Lázár Andor igazságügy-miniszter képviselői mandátumáról való lemondása után választotta meg először országgyűlési képviselőnek a szentesi választókerület; ugyanabban az évben vármegyéje tiszteletbeli főszolgabírójává nevezték ki. 1939-ben újból megválasztották a Magyar Élet Pártja jelöltjeként − ekkor Csanád vármegye kiszombori székhelyű „Tisza-Maros” választókerületében −, egyúttal a kormányzó kormányfőtanácsosi címmel tüntette ki. A képviselőházban elsősorban az Alföld problémáival, a tanyakérdéssel, közegészségügyi és szociálpolitikai témákkal kapcsolatban szólalt fel.